# 螺髻岩遗址
螺髻岩遗址，位于中国广东省肇庆市封开县莲都镇长罗村，为封开县的一个县级文物保护单位，类型为古遗址，公布时间为1979年9月22日。
螺髻岩遗址的历史年代为旧石器时代。